# Bernice F. Sisk
Bernice Frederic Sisk (ur. 14 grudnia 1910 w Montague, zm. 25 października 1995 we Fresno) – amerykański polityk, członek Partii Demokratycznej.

## Działalność polityczna
W okresie od 3 stycznia 1955 do 3 stycznia 1963 przez cztery kadencje był przedstawicielem 12. okręgu, następnie przez sześć kadencji przedstawicielem 16. okręgu, a od 3 stycznia 1975 do 3 stycznia 1979 przez dwie kadencje był przedstawicielem 15. okręgu wyborczego w stanie Kalifornia w Izbie Reprezentantów Stanów Zjednoczonych.